# Atentát na Jana Pavla II. (1981)
Atentát na papeže Jana Pavla II. spáchal dne 13. května 1981 (na svátek Panny Marie Fatimské) turecký atentátník Mehmet Ali Ağca na Vatikánském Svatopetrském náměstí. Jan Pavel II. byl vážně zraněn, ale přežil. Ağca byl za svůj čin odsouzen a v roce 2001 byl po odpykání dvaceti let deportován zpět do Turecka.

## Průběh atentátu
Ağca započal během roku 1980 cestovat po celé Evropě, přičemž neustále měnil cestovní pasy. Do Říma přicestoval dne 10. května 1981 vlakem z Milána, dva dny před spácháním atentátu. Podle jeho pozdější výpovědi se měl v Římě setkat se třemi dalšími komplici, přičemž jeden z nich byl Turek a další dva byli Bulhaři. Celou operaci řídil Zilo Vassilev, bulharský vojenský atašé v Římě. Atentát byl naplánován jako útok Ağci a jednoho záložního střelce Orala Çelika. Oba měli zahájit střelbu na papeže Jana Pavla II. a v nastalé panice, navíc podpořené odpálením malé nalože, měli utéci na bulharské velvyslanectví. V den atentátu se usadili na Svatopetrském náměstí a čekali na příjezd papeže. Ve chvíli, kdy speciální vůz s papežem projížděl kolem útočníků, Ağca vystřelil několik ran a papeže vážně zranil. Ještě dříve však, než stihl Ağca s komplicem atentát dokončit či utéct, byli oba muži zadrženi okolostojícími diváky. Jan Pavel II. byl zasažen celkem třemi střelami, jedna střela zasáhla střeva, další zasáhly jeho pravou a levou ruku, tato zranění však nebyla smrtelná. Čtvrtá střela nezasáhla papeže, ale zranila dvě osoby v davu – Američanku a Jamajčana. Ağcův komplic Çelik se na samotném atentátu nakonec přímo nepodílel, neboť po započetí střelby zpanikařil, a nedošlo tedy ani k plánovanému odpálení „krycí“ nálože.

## Uvěznění Ağci

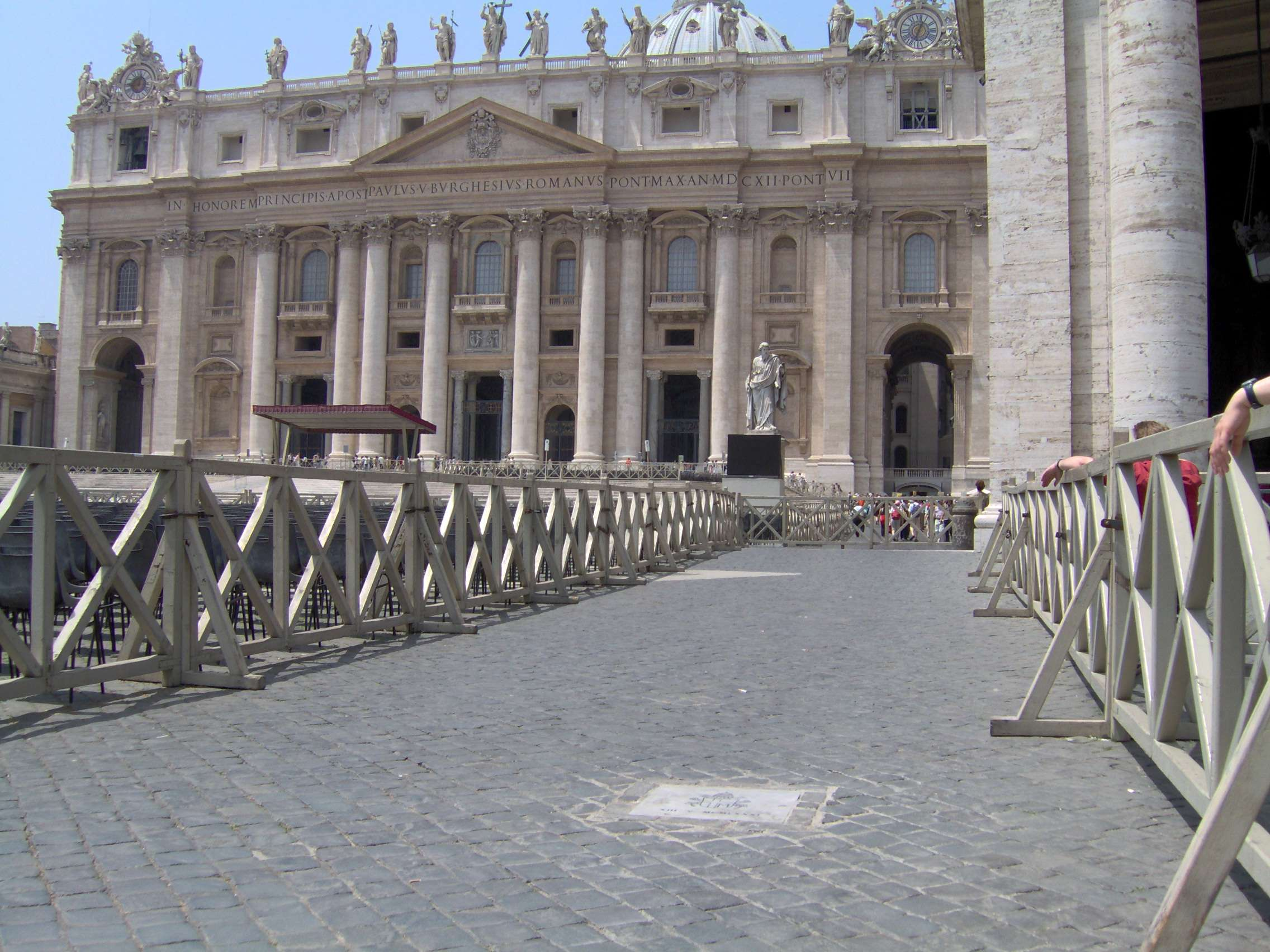
Místo, kde došlo ke střelbě na papeže

Ağca byl pro pokus o zavraždění Jana Pavla II. v Itálii odsouzen k doživotnímu trestu odnětí svobody, v roce 2000 mu však byla prezidentem Carlem Azeglio Ciampim, na základě žádosti papeže, udělena milost. Poté byl vyhoštěn zpět do Turecka, kde byl okamžitě uvězněn za vraždu a loupežná přepadení, kterých se dopustil na území Turecka v 70. letech. I navzdory jeho žádosti o předčasné propuštění z roku 2004 turecký soud uvedl, že jeho propuštění nebude možné dříve než roku 2010. I přesto však došlo 12. ledna 2006 k jeho podmínečnému propuštění na svobodu. 20. ledna téhož roku ovšem Nejvyšší turecký soud rozhodl, že trest, který si Ağca odpykal v Itálii, nelze v tomto případě zohlednit, a Ağca byl tedy posléze znovu uvězněn.

## Návštěva a odpuštění papeže
Po střelbě papež žádal věřící, aby „se modlili za mého bratra (Ağcu), kterému já jsem upřímně odpustil“. Dva roky poté, na Vánoce roku 1983, Jan Pavel II. atentátníka navštívil a soukromě s ním dlouhou dobu hovořil, nikdy však neřekl o čem, ani jaké důvody vedly Ağcu k jeho činu. Po setkání řekl pouze: „Ho parlato con lui come si parla con un fratello, al quale ho perdonato e che gode della mia fiducia. Quello che ci siamo detti è un segreto tra me e lui. (Hovořil jsem s ním jako se mluví s bratrem, jemuž jsem odpustil a který se těší mé důvěře. Co jsme si řekli, je tajemství mezi mnou a jím.)“